# Digitaria fragilis
Digitaria fragilis är en gräsart som först beskrevs av Ernst Gottlieb von Steudel, och fick sitt nu gällande namn av Luces. Digitaria fragilis ingår i släktet fingerhirser, och familjen gräs. Inga underarter finns listade i Catalogue of Life.